# Trg Eugena Kvaternika (Bjelovar)
Trg Eugena Kvaternika u Bjelovaru je središnji  gradski trg i park u Bjelovaru. Sjeverno od njega se nalazi bjelovarska katedrala i korzo. A u središnjem dijelu trga unutar parka se nalazi bjelovarski paviljon koji je okružen kipovima sv. Jelene Križarice, sv. Ivana Nepomuka, sv. Terezije Avilske i sv. Jurja. 

## Povijest

### Nastanak
Bjelovar je osnovan 1756. godine odlukom austrijske carice Marije Terezije. Te godine nastao je i Trg Eugena Kvaternika, koji je mijenjao ime kroz povijest. Prvo se zvao "Brigade Parade Platz" pa "Trg Marije Terezije", "Trg kralja Petra", "Trg jedinstva" te je osamostaljenjem Hrvatske dobio sadašnji naziv.
Trg ima oblik četverokuta. U središtu trga sada je park podijeljen stazama, a u početku bila je livada s drvoredom lipa. Oko parka nalazile su se s četiri glavne strane svijeta građevine vojne uprave i stanovi za časnike: zgrada đurđevačke i križevačke pukovnije, zgrada bjelovarsko-križevačke županije, vojnog zapovjedništva, čitaonice te crkva sv. Terezije Avilske sa župnim uredom i kolegijem crkvenog reda pijarista. U zgradi vojnog zapovjedništva vojnu obuku prošao je i književnik Petar Preradović. Jug Bjelovara pripadao je Križevačkoj, a sjever Đurđevačkoj krajiškoj pukovniji.
 

U središtu trga posađen je drvored lipa još 1756. godine. Dvije lipe postoje još i danas. Travnata površina služila je za vježbanje vojnika i sakupljanje krava prije odlaska na pašu. Glavni pastir okupljao je krave i s njima kretao na pašnjak kraj hrastove šume u prigradskom naselju Hrgovljani. 
Oko zdenca 1778. godine postavljeni su kipovi sv. Jelene Križarice, sv. Ivanu Nepomuku, sv. Tereziji Avilskoj i sv. Jurju. Dolaskom komunista 1945. godine kipovi su uklonjeni, a vraćeni su oko 2000. godine. Kipovi predstavljaju svece zaštitnike pojedinih vojnih postrojbi u Bjelovaru.  Stabla divljeg kestena posađena su 1889. godine, od sadnica uzgojenih u rasadniku Šljukingon u prigradskom naselju Trojstveni Markovac. Dio tih stabala postoji i danas. 
Ukidanjem Vojne krajine 1871. godine osnovana je bjelovarska županija na čelu s velikim županom, koji je imao ured u zgradi na trgu. Prvi veliki župan bio je Ivan Vitez Trnski. Tada je središnji dio trga pretvoren u park i dobio je dio današnjih obrisa. 

### 19. stoljeće
Arhitekt Franjo Klein rođen je u Beču 1828. godine. Upisao je studij arhitekture na bečkoj Akademiji 1847. godine, ali ga nije završio. U Zagreb dolazi 1851. godine te se smatralo, da se zapošljava kod vojnog graditeljskog ravnateljstva. Istraživanjima bečkih i zagrebačkih arhiva pokazalo se da je u prvih osam godina rada u Hrvatskoj (1851-1859.) Klein nije bio zaposlen pri građevnom ravnateljstvu Vojne krajine u Zagrebu, kako se prije pretpostavljalo, već u Građevnom odjelu Varaždinsko – đurđevačke pukovnije (regimente) koja je u tom vremenu imala sjedište u Bjelovaru. Iako nije sačuvan niti jedan Kleinov projekt iz vremena rada pri Varaždinsko – đurđevačkoj pukovniji oblikovna analiza pojedinih građevina podignutih 50 – tih godina 19. stoljeća u Bjelovaru, sjedištu pukovnije, pokazuje brojne elemente koji će kasnije biti karakteristični za Kleinovo stvaralaštvo, pa se s pravom može pretpostaviti da im je on autor. Ističu se tri građevine: kuća prvog majora i kuća pobočnika na Trgu Eugena Kvaternika, te zgrada zatvora Varaždinsko – đurđevačke pukovnije. te građevine postoje i danas i u njima se nalaze sjedišta Veleučilišta u Bjelovaru i Narodne knjižnice "Petar Preradović".
Tek od 1883. godine središte trga koristi se posve kao gradski park s bunarom i klupama, kao mjesto za odmor i za održavanje crkvenih i svjetovnih svečanosti. Za vrijeme svečanosti pucalo se iz kubura. Usred parka postoji izvor, gdje je iskopan zdenac. Tek 1900. godine na zdenac je postavljena ručna pumpa. Kraj zdenca okupljale su se seljanke iz obližnjih sela i prodavale poljoprivredne proizvode.

### Moderna povijest trga.
Za vrijeme Drugog svjetskog rata, 1943. godine, u središtu parka sagrađen je glazbeni paviljon od bijelog bračkog mramora, koji je projektirao bjelovarski arhitekt Zdenko Strižić[nedostaje izvor]. 
Nakon Drugog svjetskog rata, trg se zove Trg jedinstva, a uspostavom samostalne Hrvatske dobiva ime Trg Eugena Kvaternika. U parku je postavljeno spomen-obilježje poginulim hrvatskim braniteljima iz područja Bjelovara i okolice. 

Jedna granata pogodila je crkvu i usmrtila tri žene 29. rujna 1991., za vrijeme oružanog sukoba u Bjelovaru između Hrvatske vojske i JNA. Poginulim ženama podignuta je spomen-ploča na pročelju župnog ureda. Jedna granata pala je i u park. Na tom mjestu nalazi se metalna pločica s datumom i satom.
Danas se na sjevernoj strani trga nalazi zgrada Turističke zajednice, Poslovnog parka, poslovni i ugostiteljski objekti. Na istočnoj strani nalazi se gradski muzej, gradski arhiv (koji je u postupku preseljenja na drugu lokaciju), katedrala sv. Terezije Avilske i poslovna zgrada. Na južnoj strani nalazi se Bjelovarsko-bilogorski radio i uredništvo Bjelovarskog lista, bjelovarsko kazalište, Narodna knjižnica i čitaonica "Petar Preradović" i poslovne zgrade. Na zapadnoj strani trga nalazi se gradsko poglavarstvo, pošta i poslovna zgrada.
Park na Trgu Eugena Kvaternika dobio je nagradu za najljepši park na prostoru kontinentalne Hrvatske. U parku se nalazi oko 40 vrsta drveća i grmlja (većinom alohtonih vrsta). Najviše ima divljeg kestena. U parku se povremeno održavaju razne manifestacije, od kojih je najpoznatija Terezijana, drugog vikenda u lipnju.
Na Trgu Eugena Kvaternika ispred katedrale sv. Terezije Avilske svečano je ustoličen prvi bjelovarsko-križevački biskup Vjekoslav Huzjak 20. ožujka 2010. godine. Glavni zareditelj bio je kardinal Josip Bozanić, nadbiskup i metropolit zagrebački, uz suzareditelje mons. Marija Roberta Cassarija, apostolskog nuncija u Hrvatskoj i mons. Josipa Mrzljaka biskupa varaždinskoga.

## Galerija
- Narodna knjižnica i čitaonica "Petar Preradović" na južnoj strani trga
- Gradsko poglavarstvo na zapadnoj strani trga
- Park u središtu trga
- Park u središtu trga i pogled na katedralu
- Park u središtu trga s kipom sv. Terezije Avilske
- Park u središtu trga
- Park u središtu trga
- Park i katedrala sv. Terezije Avilske
- Spomenik poginulim braniteljima u središtu trga.

## Unutarnje poveznice
- Bjelovar
- Bjelovarska katedrala
- Bjelovarsko kazalište
- Gradski muzej u Bjelovaru
- Eugen Kvaternik